# Harrah (Oklahoma)
Harrah è un comune degli Stati Uniti d'America, situato in Oklahoma, nella contea di Oklahoma, nell'area metropolitana di Oklahoma City.